# Solenopsidini
Solenopsidini là một tông kiến bao gồm 20 chi.

## Các chi
- Adlerzia Forel, 1902
- Afroxyidris Belshaw & Bolton, 1994
- Allomerus Mayr, 1878
- Anillomyrma Emery, 1913
- Bondroitia Forel, 1911
- Carebara Westwood, 1840
- Carebarella Emery, 1906
- Diplomorium Mayr, 1901
- Epelysidris Bolton, 1987
- Machomyrma Forel, 1895
- Megalomyrmex Forel, 1885
- Monomorium Mayr, 1855
- Nothidris Ettershank, 1966
- Oligomyrmex Mayr, 1867
- Oxyepoecus Santschi, 1926
- Paedalgus Forel, 1911
- Phacota Roger, 1862
- Pheidologeton Mayr, 1862
- Solenopsis Westwood, 1840
- Tranopelta Mayr, 1866